# The Olden Domain
The Olden Domain – drugi album studyjny norweskiego zespołu Borknagar, a zarazem pierwszy z tekstami w języku angielskim.

## Lista utworów
1. "The Eye of Oden" – 6:01
2. "The Winterway" – 7:52
3. "Om Hundrede Aar er Alting Glemt" – 4:12
4. "A Tale of Pagan Tongue" – 6:13
5. "To Mount and Rove" – 4:56
6. "Grimland Domain" – 6:19
7. "Ascension of Our Fathers" – 3:54
8. "The Dawn of the End" – 5:06

## Twórcy
- Øystein Brun – gitara
- Garm – śpiew
- Grim – perkusja
- Ivar Bjørnson – syntezator
- Kai K. Lie – gitara basowa